# Zeche Maximilian
Die Zeche Maximilian war ein Steinkohle-Bergwerk in Hamm. Ihre Bezeichnung leitete sich vom Namen der Betreibergesellschaft ab, der Eisenwerkgesellschaft Maximilianhütte. Diese wiederum war nach dem Bayernkönig Maximilian II. benannt worden. Heute befindet sich auf dem ehemaligen Zechengelände der Sport- und Erholungspark „Maximilianpark“.

## Geschichte

### Vorgeschichte und Bau der Schachtanlage

Schacht 1 und 2 im Bau, Juni 1903

Die Geschichte der Zeche Maximilian beginnt um die Jahrhundertwende 1899/1900 mit acht Tiefbohrungen in den damaligen Gemeinden Werries und Ostwennemar bei Hamm. Diese Bohrungen gingen bis auf 840 m Teufe und brachten den Nachweis reichhaltiger Fettkohlereserven. Die „Oberpfälzische Eisenwerkgesellschaft Maximilianshütte“ aus Sulzbach-Rosenberg erwarb daraufhin siebeneinhalb preußische Maximalfelder (ca. 15 ha), um darauf eine Zeche als Versorgungszeche für die Hütte zu gründen. Wie bei den meisten Hammer Zechen war der Koksbedarf der Hüttenwerke des Betreibers ausschlaggebend für die Investition. Dadurch sollte eine größere Unabhängigkeit vom Kohlensyndikat des Ruhrgebietes erreicht werden.
Die Gesellschaft nahm am 22. August 1902 mit nur achtzehn Mann die Vorarbeiten auf, um zwei Schächte abzuteufen. Das Abteufen selbst begann im Dezember und Januar 1902/1903. Die Belegschaft war dafür auf 200 Mann aufgestockt worden. Die Teufarbeiten wurden wiederholt durch Wassereinbrüche und andere Probleme behindert.
So drangen im Jahre 1904 in einer Tiefe von 419 m etwa 5 m³ Wasser pro Minute in Schacht II ein. Zwei Monate danach brach mit gleicher Schüttmenge Wasser in Schacht I ein, diesmal bei 484 m. Ursache war ein soleführendes Kluftsystem; dies machte auch die Installation von Wasserhaltungseinrichtungen erforderlich. Zusätzlich wurde zum Sümpfen des Schachtes ein Förderkübel angeschafft, der 12 m³ fassen konnte. Die so geförderten Wassermengen wurden direkt in den Geithebach geleitet, der durch das salzhaltige Wasser nachhaltigen Schaden nahm. Die Schächte selbst erhielten Tübbingausbau, um sie gegen das wasserführende Gebirge abzudichten. Außerdem musste ein neuer, auch in Salzwasser aushärtender Zement verwendet werden. Nach dem Sümpfen im November 1904 konnten dadurch die Arbeiten wieder aufgenommen werden.
Weitere Wassereinbrüche folgten im Juli 1906 in Schacht I. Die Sole hatte eine noch höhere Salzkonzentration, und auch die Schüttmenge war mit 8 m³ in der Minute deutlich höher. Diese neuerlichen Einbrüche fanden auf 588 und 619 m statt. Nach all diesen Widrigkeiten erreichten die Arbeiter von Schacht I im Februar 1907 in 634 m Tiefe das Karbon, die flözführende Schicht. Am 21. Februar konnte man die erste Kohle fördern, insgesamt 2.490 t, die im Schachtbereich angefallen waren. Doch war das Ende der Schwierigkeiten noch lange nicht erreicht, denn Teile der Tomsonschen Wasserziehvorrichtung stürzten in den Schacht. In der Folge war der Schachtsumpf mit Trümmern angefüllt, so dass die Sole zu steigen begann. An einen Fortgang der Arbeiten war zunächst also nicht zu denken. Die nötigen Reparaturen dauerten bis Ende 1908, bevor die Arbeiten an den Schächten fortgesetzt werden konnten. Zu diesem Zeitpunkt hatten die neuen Nachbarzechen Radbod (1905 gegründet) und De Wendel (1901 gegründet) ihren regulären Betrieb bereits aufgenommen. Bei 767 m erteufte man in Schacht I ein weiteres Kohleflöz und legte das Füllort der zweiten Sohle an. 
Während es unter Tage nicht ganz nach Plan lief, konnten die meisten Tagesanlagen zwischen 1905 und 1908 errichtet werden. Auch die Zechensiedlungen entstanden in dieser Zeit und veränderten das Antlitz der ländlichen Gemeinden Werries und Ostwennemar, die nun deutlich urbaner wurden.
Der Abtransport der Kohle erfolgte nicht über die heute noch bestehende Bahnlinie der RLE, sondern mit einer eigens gebauten normalspurigen Verbindungsstrecke zwischen dem südwestlichen Zechengelände über die heutige Straße Neuenkamp und weiter zur Bahnstrecke Hamm–Warburg. Dort gab es ein langes parallel geführtes Anschlussgleis zwischen Westtünnen und dem Bahnhof Rhynern. Offensichtlich wurde diese Strecke gebaut, weil die damalige RLE-Strecke, welche an der Zeche vorbeiführte, nur meterspurig war, sie wurde erst 1940 normalspurig. Diese Verbindungsstrecke ist durch Brücken und Trassen in Teilen heute noch in der Landschaft und auf Karten nachvollziehbar.
Die Zeche Maximilian hatte weiter mit Schwierigkeiten zu kämpfen. Am 6. Februar 1909 kamen die ersten Kumpel zu Tode, ein Gasbläser schleuderte ca. 100 t Kohlenstaub in den südlichen Querschlag. Für vier der Bergleute kam jede Hilfe zu spät; ein weiterer konnte schwerverletzt geborgen werden. In den nächsten beiden Jahren kam es insgesamt zu zwölf solcher Gasaustritte, deren Folgen jedoch weniger gravierend waren. Schon 1910 war es erneut die Sole, welche die Arbeiten unterbrach und das Einsetzen von Tübbingen erforderte. Sie wurden in Höhe der Einbrüche, die diesmal eine Stärke von 7,8 m³ in der Minute hatten, auf 451 m Teufe verbaut. Deshalb erreichte Schacht II erst ein Jahr darauf das Karbon. Bei den Ausrichtungsarbeiten fielen 11.303 t Kohle an.

### Die Kohleförderung
Fast zehn Jahre nach dem Beginn der Arbeiten konnte 1912 endlich mit dem systematischen Kohleabbau begonnen werden. Die Jahresförderung dieses Jahres betrug 16.000 t und wurde mit ca. 600 Mann erbracht. Bis 1913 wuchs die Belegschaft auf 2.063 Mann an, davon 1.259 unter Tage, die Jahresförderung stieg auf 101.851 t Kohle. Die Berechtsame der Betreiber wurde am 7. Februar 1913 in zwei Felder geteilt: das südliche Feld Maximilian mit 11 km² und das nördliche Feld Bayern mit 4,4 km² Fläche.
1912 wurde mit dem Bau der Kohlenwäsche und der Nebengewinnungsanlagen begonnen, die 1913 fertiggestellt wurden. Die Kokerei, ebenfalls im Jahre 1912 begonnen, wurde im Januar 1914 in Betrieb genommen. Die Schachtanlage beschäftigte in diesem Jahr insgesamt 2.566 Menschen, von denen 92 Angestellte waren und die übrigen Arbeiter. Dieser Aufschwung wurde wieder von einem Wassereinbruch aufgehalten. Diesmal brach die Sole mit solcher Wucht aus dem Deckgebirge in die Abbaubetriebe ein, dass die Wassermassen nach fehlgeschlagenen Abdämmversuchen zunächst von der ersten Sohle und später von der zweiten Sohle aus zu Tage gepumpt werden mussten. Das Problem vergrößerte sich, als am 7. Juli 1914 die Steigleitung in der zweiten Sohle brach. Die insgesamt sieben Kolbenpumpen konnten das salzige und kohlensäurehaltige Wasser kaum noch fassen. Für die neu installierte Kreiselpumpe fehlten Rohranschlussstücke; dies war jedoch nicht auf mangelnde Planung zurückzuführen, sondern auf den Beginn des Ersten Weltkriegs. Das von der Zeche Maximilian benötigte Material konnte wegen der umfangreichen Truppentransporte nicht mit der Eisenbahn transportiert werden. So blieben die Ersatzteile beim Hersteller liegen.
Dies führte dann auch unmittelbar zum buchstäblichen Untergang der Schachtanlage. Nachdem noch rund 500 Mann zum Wehrdienst eingezogen worden waren, konnte das Bergwerk nicht mehr gehalten werden. Der Wasserzufluss stieg am 11. August 1914 auf 15 m³/min und überforderte die laufenden Pumpen endgültig. Die Kolbenpumpen waren auf etwa 1 m³ im Normalfall ausgelegt. Die Überlastung führte zu ihrem vorzeitigen Verschleiß. Nachdem die Kumpel zunächst knöcheltief und schließlich sogar bis zur Brust im Wasser standen, kam es, wie es kommen musste. Der Westfälische Anzeiger meldete am 13. August: „Die Zeche Maximilian ersoffen!“.
Die damals einströmende Sole hatte einen Salzgehalt von 9 % und eine Temperatur von 31 °C. Das Vorhandensein von Solequellen im Hammer Stadtgebiet war damals keineswegs unbekannt, schließlich hatte man schon 1876 bei Probebohrungen nach Kohle eine Solequelle in Werries gefunden, also in mittelbarer Nachbarschaft zur Zeche. Der Bergbauunternehmer Friedrich Grillo hatte die Quelle dann für 100.000 Mark erworben und sie durch Hamm nach Unna-Königsborn geleitet. Die Hammer erwirkten einen Anschluss an diese Leitung und errichteten so 1883 nach Bau des Badehauses und des Kurhauses das „Bad Hamm“.
Infolge des Absaufens der Zeche wurden die Arbeiten unter Tage eingestellt, denn das Wasser erreichte nicht nur die erste Sohle, es lief nach vier Wochen sogar über Tage aus. Die Belegschaft wurde schließlich auf 15 Mann reduziert, die die Tagesanlagen sichern sollten. Die anderen Bergleute wechselten auf die benachbarten Zechen Sachsen in Heessen, Heinrich-Robert (damals noch de Wendel) in Pelkum und Radbod in Bockum-Hövel sowie auf die Westfalen in Ahlen. Die Zeche Maximilian war damit geschlossen.

### „Wiederbelebungsversuche“

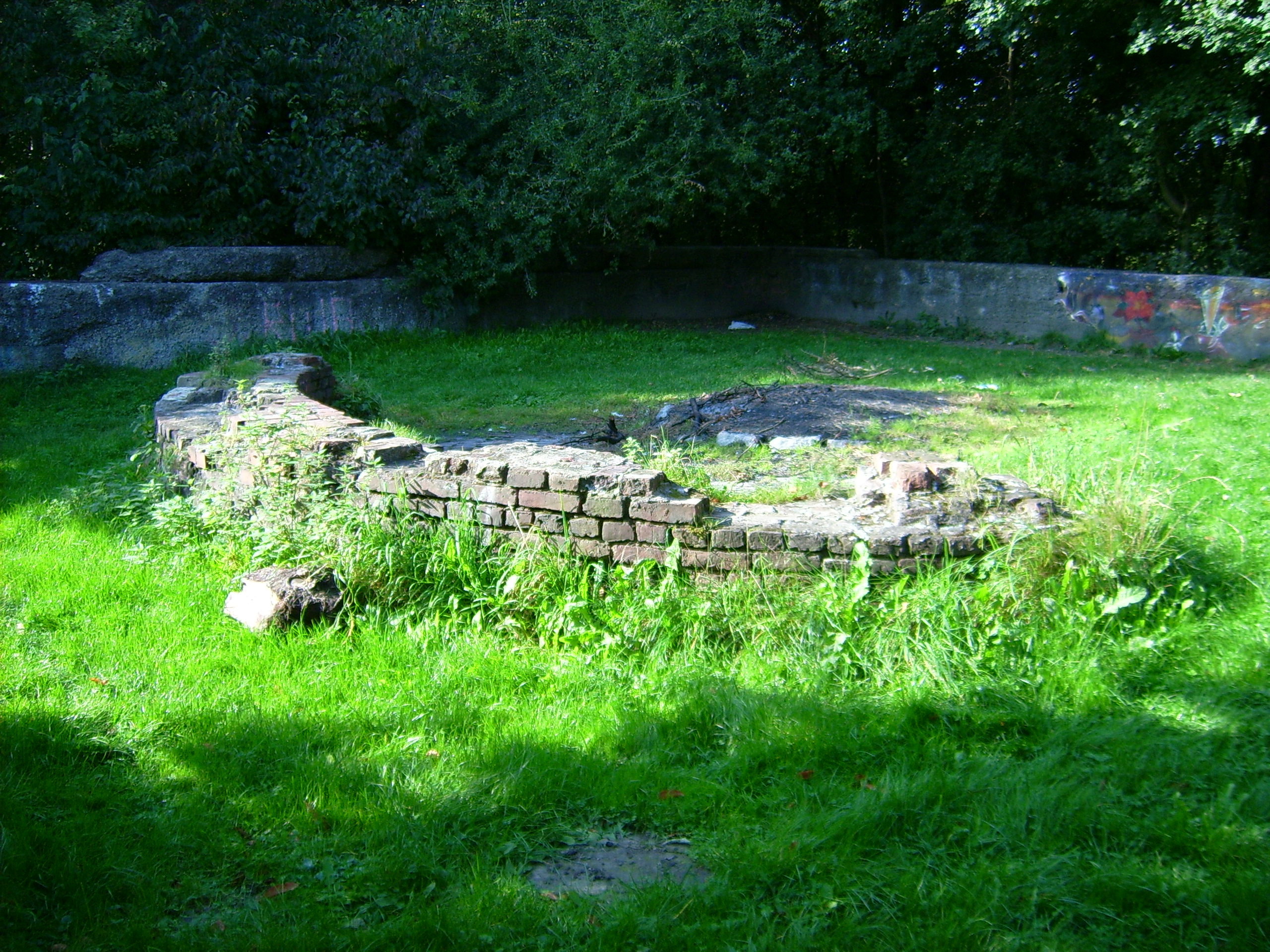
Relikte von Schacht III

Am 23. Februar 1920 beschloss die Generalversammlung der Röchling-Gruppe, inzwischen größter Anteilseigner der Maxhütte, einen erneuten Versuch zu wagen, an die Kohle zu gelangen. Man begann nordwestlich der abgesoffenen Schächte mit Bohrungen und fand eine Stelle, die erfolgversprechender schien, diese befindet sich in direkter Nähe des Datteln-Hamm-Kanals, im Bereich zwischen der heutigen Straße Marderweg und einer Kleingartenanlage, hier erwartete man auch keine Wassereinbrüche. Schließlich begann man mit dem Abteufen der Schächte Maximilian III und IV. Ursache für die Hartnäckigkeit war der riesige Kohlevorrat, den man auf insgesamt 200 Mio. t schätzte. Ebenso wurden die Übertagegebäude und eine Lorenbahn zum alten Standort aufgebaut. Anfang April hatte man bereits Teufen von 40 bzw. 70 m erreicht. Am 7. April 1921 wurde jedoch wegen Geldmangels und der „undurchsichtigen politischen Lage“ die Einstellung der Teufarbeiten beschlossen und die Tagesanlagen auf Abbruch verkauft. Stattdessen wurde die Zeche Mont Cenis in Herne unterstützt.
Bis zu diesem Zeitpunkt hatte man die Schächte bereits auf 40 m abgeteuft und ein Schachtgebäude nebst Fundamenten für eine Kesselanlage, zwei Schachttürme und die Fördermaschine errichtet. 1925 deckte man die Schächte sicher ab, das Gelände unmittelbar südlich des Datteln-Hamm-Kanals liegt seither brach.
Die Felder „Maximilian“ und „Bayern“ sowie die Zeche selbst gingen 1940 an die Reichswerke Hermann Göring über. Am 29. November 1941,  mitten im Zweiten Weltkrieg, stellte die Steinkohlengewerkschaft der Reichswerke einen Antrag auf Genehmigung zum Bau eines Doppelschachtes im Feld „Bayern“ (Bayern I/II). Der neue Standort lag nördlich des Datteln-Hamm-Kanals, etwa 1,5 km von der alten Anlage entfernt. Im Jahr 1943 wurde tatsächlich mit dem Abteufen der Schächte begonnen und diverse Übertagegebäude errichtet.  Die Teufe musste aber 1944 bei 639 Metern abgebrochen werden. Der Krieg machte ein weiteres Arbeiten unmöglich. Es war der letzte Versuch, mit einer eigenen Schachtanlage an die Kohle unter Werries und Ostwennemar zu gelangen. Die bislang gebauten Gebäude des Schachtes Bayern wurden erst 1969 abgebrochen.
An die geplante Schachtanlage erinnern nur noch wenige Fundamente, das 3,50 m hohe Entlüftungsrohr (Protegohaube) auf dem Gelände des heutigen Reitvereins, welches aus dem 1981 verfüllten Schacht herausragt und eine Bushaltestelle mit Namen Schacht Bayern.
Die Felder blieben nach dem Krieg bis 1968 in der Hand der Zeche Sachsen und gingen danach auf die Ruhrkohle AG über. Die Zeche Sachsen wurde 1976 geschlossen. Seitdem ruht im östlichen Stadtgebiet des heutigen Hamm der Bergbau auch unter Tage.

### Nach der Betriebsaufgabe
Die Waschkaue wurde, ebenso wie einige andere Gebäude auf dem Gelände, umgenutzt. Sie diente u. a. als Möbel- und Schreinerwerkstatt und als Möbellager. Die Silos der Kohlenwäsche wurden von der Reichsgetreidestelle als Lager genutzt; in der Verwaltung wurden zwischen 1922 und 1932 Schulklassen unterrichtet. Das Treppenhaus, das sich zwischen Kaue und Verwaltung befindet, wurde sogar als katholische Notkirche verwendet. Die Messen dort fanden zwischen 1927 und 1930 statt. 1952 wurden die Anlagen von der britischen Armee beschlagnahmt, die in Hamm damals zwei Panzerkasernen unterhielt und das Gelände als Standortübungsplatz für die Panzertruppe nutzte. Dazu wurde der Alte Uentroper Weg sowie die Zufahrt zum Maximilianpark als Betonplattenstraße ausgebaut. Dies blieb jedoch ein nur einjähriges Intermezzo. Danach lag das Gelände von 1953 bis 1968 brach.
Im Jahr 1968 werden die ersten Anlagen abgerissen. Die Gemeinde Werries wollte am alten Zechenstandort ein neues Ortszentrum gestalten und spekulierte dabei auf Fördermittel, die sie jedoch nie bekam. So ist die Sprengung der beiden Kohlenbunker das einzig bleibende Zeichen für diesen Plan.

## Maximilianpark

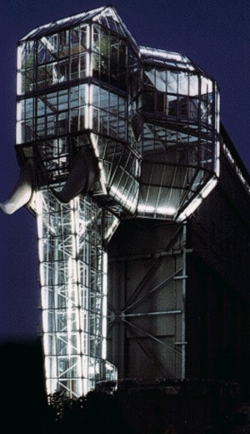
Das Wahrzeichen des Maximilianparks in Ostwennemar

1975 gelangte die Zeche im Zuge der Eingemeindung von Werries in das Stadtgebiet der neu entstandenen Großstadt Hamm. Seit dieser Zeit gehört sie zum Stadtbezirk Uentrop. Hamm bemühte sich ab 1978 erfolgreich um die Ausrichtung der ersten Landesgartenschau in Nordrhein-Westfalen auf dem verwaisten Zechengelände. Seit 1978 wurden daher die Schächte verfüllt.
Durch die jahrelange Nichtnutzung hatte das Gelände, das sich in freier Sukzession befand, einen Strauchwiesencharakter entwickelt. Auch wuchsen hier bereits zahlreiche Bäume. Die artenreiche Vegetation war zum Rückzugsgebiet zahlloser bedrohter Pflanzen- und Tierarten geworden.
1980 schließlich erfolgte die Vergabe der Landesgartenschau an Hamm, so dass die Stadt mit einer Biotopkartierung begann, um ihre Schutzwürdigkeit prüfen zu können. Während des Baus des neuen Freizeitparks sollten diese schutzwürdigen Bereiche erhalten werden. Am 1. Oktober 1981 erfolgte auf dem Zechenareal der erste Spatenstich für die Landesgartenschau, die dann vom 14. April bis 30. September 1984 ihre Pforten öffnete. Die aus der Gründungszeit noch bestehenden Verwaltungsgebäude, die Maschinenhalle und die Elektrozentrale in historisierender Backsteinarchitektur sind heute in den Park integriert. Als Musterbeispiel für diese Integration kann der Glaselefant gelten, der heute eines der Wahrzeichen von Hamm ist.
Die Anlage erhielt, benannt nach der Zeche, den Namen Maximilianpark. Dieser ist heute ein überregional bedeutendes Zentrum für Kultur, Naherholung und Sport.